# TT280

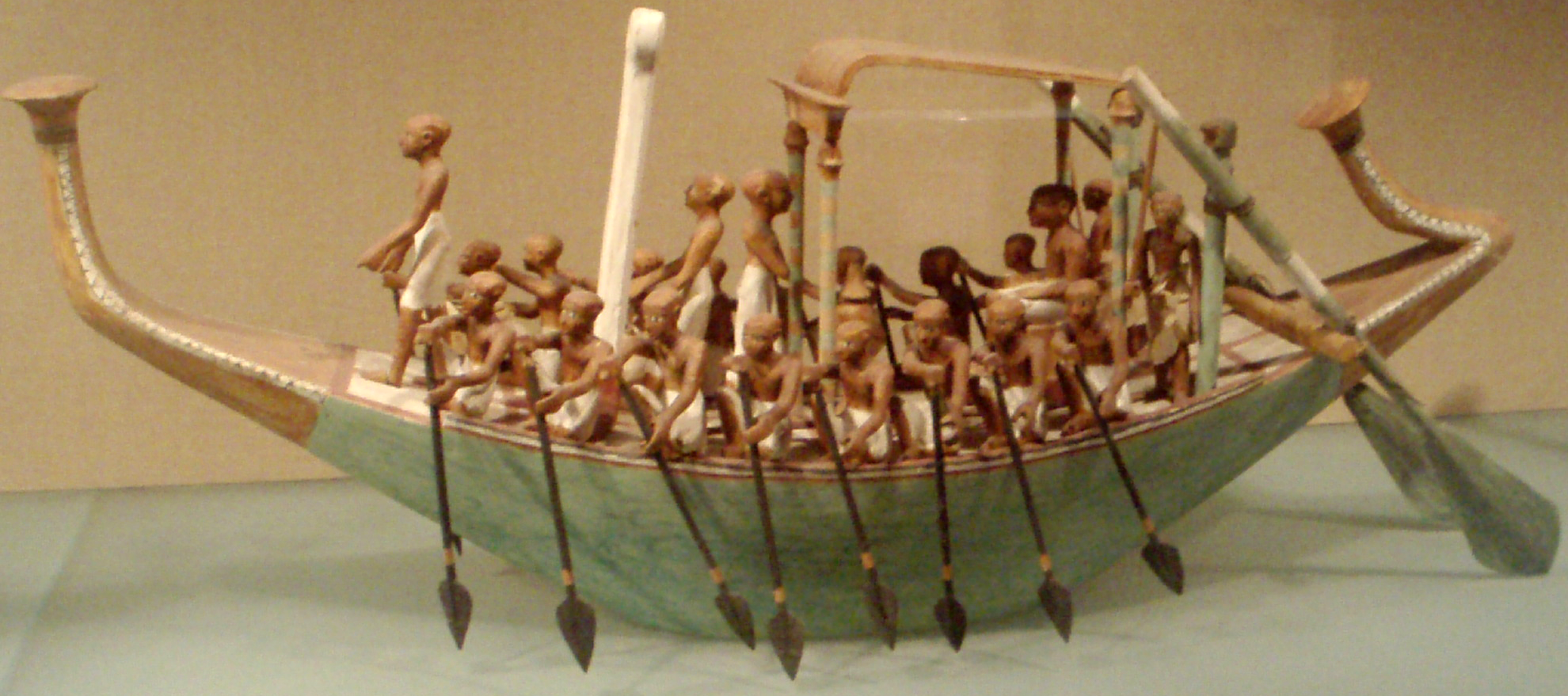
Modelo en madera pintada y enyesada de una barca funeraria a remo y su tripulación, originaria de Tebas de la TT280.

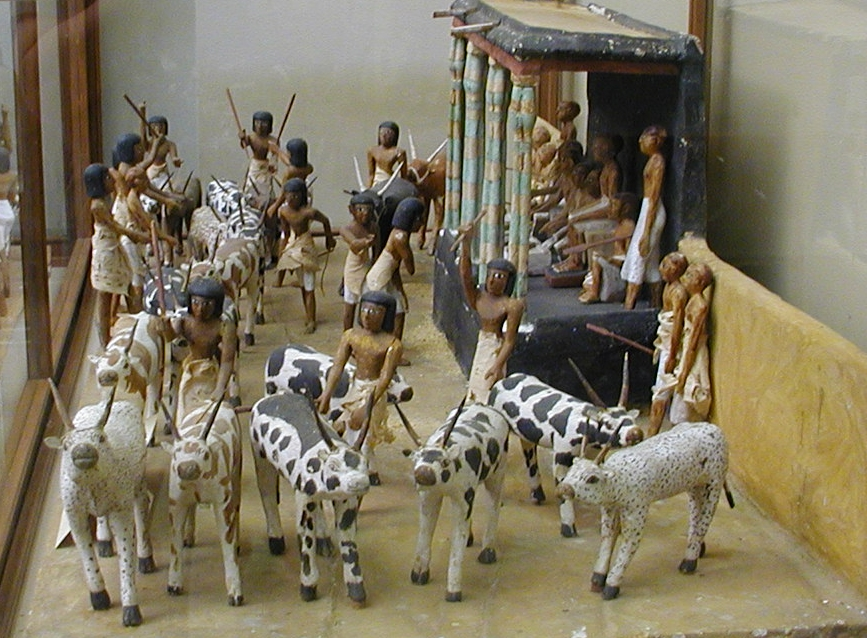
Meketra supervisando el recuento de ganado con escribas que anotan el conteo.

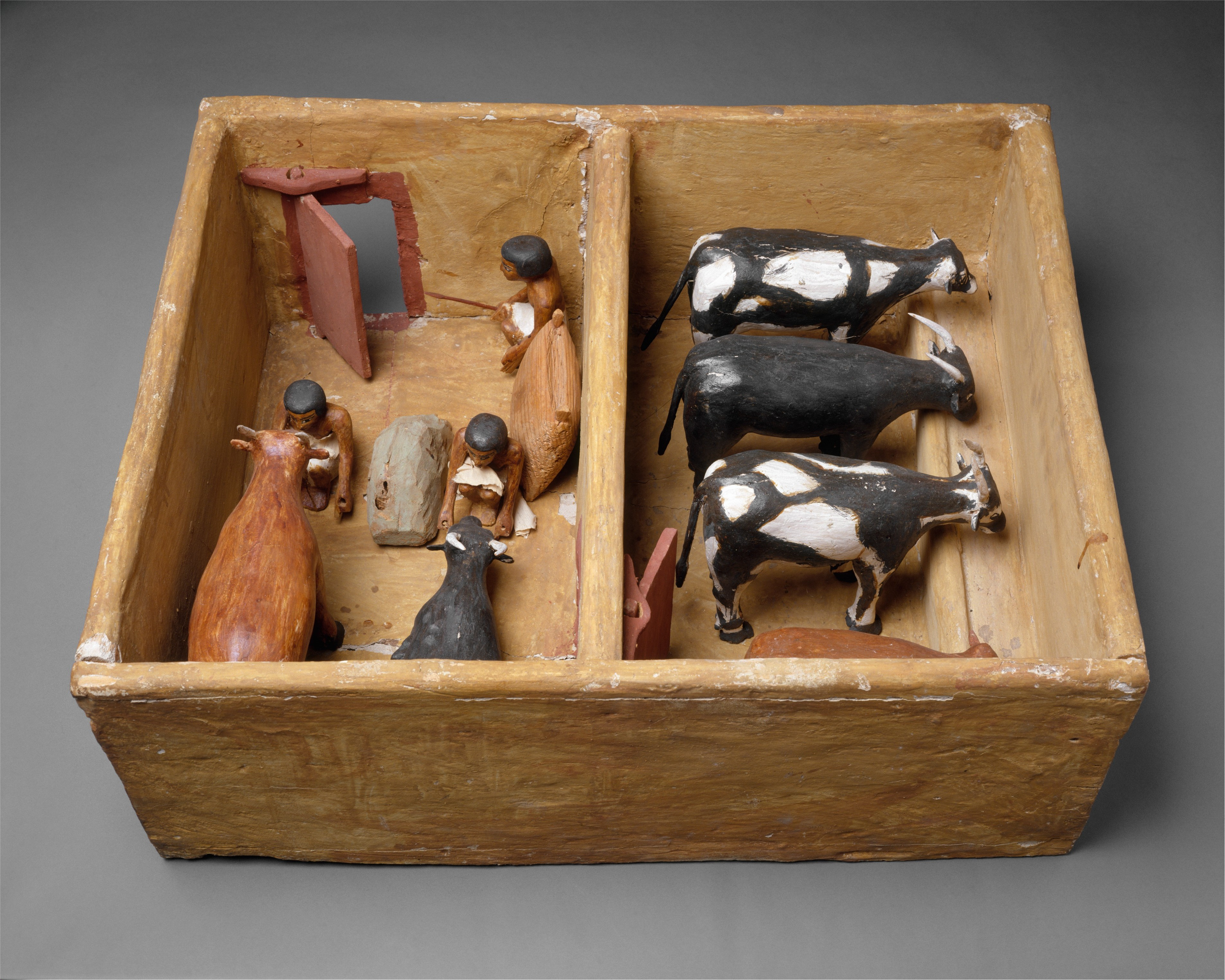
Modelo de establo con ganado, Metropolitan Museum of Art, 20.3.9.

La tumba TT280, situada en Sheij Abd el-Qurna, formando parte de la necrópolis tebana, es el lugar de enterramiento del antiguo noble egipcio Meketra, que fue canciller y mayordomo principal durante el reinado de Mentuhotep II y Mentuhotep III, durante la dinastía XI.
Esta tumba es una de las tumbas privadas del Antiguo Egipto más famosas que se conocen, al contener una extraordinaria colección de maquetas de madera perfectamente conservadas.

## Descubrimiento y excavación
La tumba fue descubierta en 1895 por Georges Daressy. Había sido saqueada en la antigüedad, pero cuando Winlock la excavó en 1920, se descubrió una cámara intacta que contenía varios modelos de la vida cotidiana de la finca del noble Meketra y de su procesión funeraria.

## Maquetas
Equivalentes a las pinturas de las demás tumbas, estas maquetas recrean en miniatura las posesiones de un noble del Imperio Medio: su casa con sus diversos talleres, cocinas, establos y rebaños, sirvientes, fincas, jardín, así como sus barcos y embarcaciones de pesca.
Estas miniaturas se colocaban en la tumba para servir al difunto en la otra vida. Tras este descubrimiento, la colección se dividió entre el Museo Egipcio de El Cairo y el Museo Metropolitano de Arte de Nueva York:
- En el Museo de El Cairo se encuentran: dos barcas con red de arrastre, barca con remos y Meketra y su hijo Antef bajo un toldo, barco de vela con Meketra bajo un dosel, barcaza de cocina, barca de vela con cabaña de mimbre, barco de vela, casa en un jardín, jardín, taller de carpintería, hilado y tejido, supervisión del ganado, mujer ofreciendo bebida.[3]
- En el Museo Metropolitano de Arte: barca de remos con músicos y ayudante de cocina, barca de remos, barca de vela con Meketra y su hijo Antef bajo un dosel, barca con remos, barca con remos y hombres arponeando peces y Meketra y su hijo Antef sentados en cubierta, mujer portadora de ofrendas con comida, cuatro hombres y mujeres portadores de ofrendas en procesión, ganado en el establo, matadero, granero, cerveceros y panaderos, casa en el jardín.[3]